# アナトーリー・ブランドゥコーフ

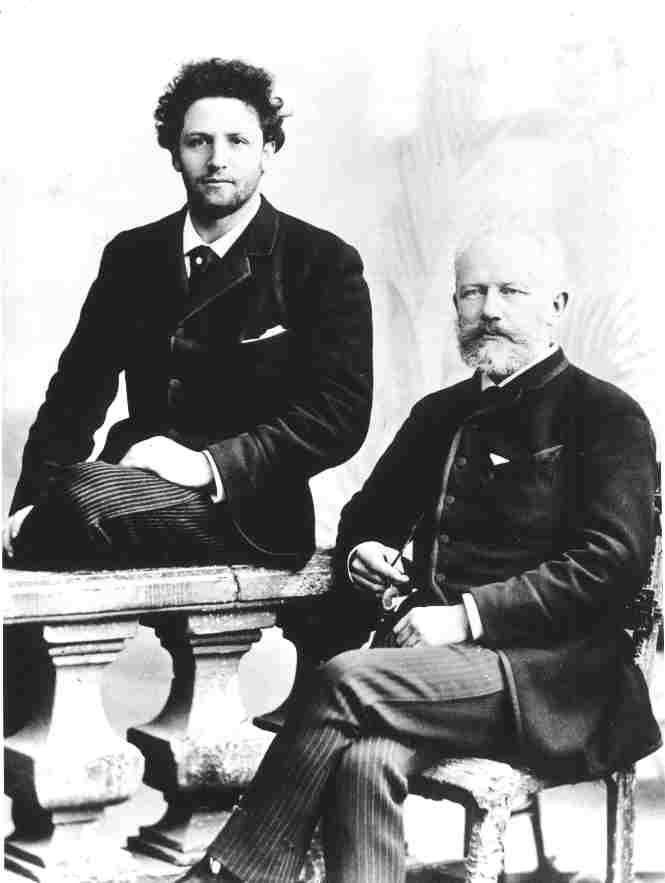
ブランドゥコーフ（左）とチャイコフスキー（右）

アナトーリー・アンドレーエヴィチ・ブランドゥコーフ（ロシア語: Анато́лий Андре́евич Брандуко́в /Anatoliy Andreyevich Brandukov , 1859年1月6日（旧暦1858年12月25日） モスクワ – 1930年2月16日 ）は、ロシア帝国末期からソビエト連邦草創期にかけて活躍したロシア人チェリスト・音楽教師。
ロシアにクラシック音楽が花開いた19世紀中頃に生まれ、アントン・ルビンシテインやアレクサンドル・ジロティら、当時の数多くの重要な作曲家や音楽家と協力し、チャイコフスキーやラフマニノフら、同時代の傑出した作曲家の多くのチェロ作品を初演した。ソリストとして、ヴィルトゥオーゾとして演奏に秀でていただけでなく、様式的な解釈や、正確な調弦、表情豊かな美音によっても名を馳せた。後年モスクワ音楽院教授に就任してからも演奏を続け、知名度ではより有名な作曲家や演奏家の影に隠れるようになったものの、その影響は有名作曲家の作品にも如実に表れている。

## 略歴

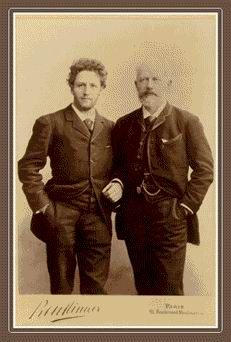
チャイコフスキーとパリで、1888年

生後まもなく父親に先立たれたため、母親とおばによって養育された。姉が演奏していたボリショイ劇場において初めて芸術音楽に触れ、1867年にエクトル・ベルリオーズの指揮によりベートーヴェンの『交響曲 第5番』に接したことが最も重大な転機となった。8歳でモスクワ音楽院に通ってチェロを学び始めると、在学中から教授や職業演奏家、聴衆の注目を集めるようになる。ドイツ人ヴィルトゥオーゾ、ヴィルヘルム・フィッツェンハーゲンの薫陶を受けつつ、音楽理論をピョートル・チャイコフスキーに師事し、また著名な演奏家とともに弦楽四重奏曲を演奏した。1877年に貴重な金メダルを授与されて音楽院を修了。
1878年3月5日に、ニコライ・ルビンシテインの後援で最初のリサイタルを開くが、永続的な支持者を確保するには至らず、外国行きを決意する。辛うじてぎりぎりの成功ではあったものの、当時のヨーロッパの音楽文化の中心地であったパリに行き、1881年から1889年までフランスに暮らしながらロンドンでも演奏会を行なった。同時代のピアニストのアレクサンドル・ゴリデンヴェイゼルが語ったところによると、「（ブランドゥコーフの）躍動的で感情に訴える演奏は、抽象理論や分析とは相容れないものだった。」1881年にサン＝サーンスの『チェロ協奏曲 第1番』を演奏すると、アンジェの祝賀演奏会に招待されて演奏することとなり、それまでの活動の山場を迎えた。ブランドゥコーフは作家ツルゲーネフの助手となり、その伝でアントン・ルビンシテインやアンナ・エシポワ、アレクサンドル・ジロティら多くの友人や人脈を得た。 
1890年にチャイコフスキーはモスクワ音楽院に対して、ブランドゥコーフをチェロ科の教授に迎えるように催促するが、院長ワシーリー・サフォーノフは、教授職には若すぎるとの考えから、これを受け入れなかった。ブランドゥコーフは暫くローザンヌで過ごした後、19歳のセルゲイ・ラフマニノフが独立して最初の演奏会を開くことができるように手を貸し、1892年のラフマニノフの演奏会デビューで、この青年作曲家の新作を演奏した。この頃ブランドゥコーフは、チェロのための14の小品と、2つのチェロ協奏曲を作曲している。
1906年にモスクワ・フィルハーモニー音楽演劇学校の教授と校長に就任し、1921年には、サンタ・チェチーリア国立アカデミアからの就任要請を断わって、モスクワ音楽院教授に就任した。「最後のロマン主義者」と称賛されたウクライナ人チェリストのグレゴール・ピアティゴルスキーは、ブランドゥコーフの高弟である。教授としては、学生との私的な交流を満喫した。A.V.ブロウナという名の学生は、「ブランドゥコーフ先生は、伝統的な意味での教師ではありませんでした。霊的な豊かさを惜しみなく分け与えてくれる親友であり、その指導は天啓となったのです」と語っている。
モスクワで富裕なナジェージダ・マズリナと結婚して息子サーシャを儲ける。1914年に第一次世界大戦が始まると、しばしば負傷兵のための慈善事業で講義を行なった。1917年の十月革命以降はボリショイ劇場の一員となって付属オーケストラを設立し、演奏会で講演した。ボリショイ劇場での同僚であったゲンリフ・ネイガウスが1919年に伝えたところによると、演奏会への道すがら、ブランドゥコーフは足を滑らせ自分の愛器の上に倒れ込んでしまった。ネイガウスが思い出して言うには、ブランドゥコーフはケースを外すと、「チェロをまるで生き物のように抱きしめ、目からはらはらと涙をこぼした。」
最晩年になっても演奏会や講義に取り組み続け、ネイガウスと共演した1930年1月30日に、最後の講演を行なった。それからおよそ半月後に、モスクワにおいて逝去した。71歳であった。

## 作曲家との交流
ピョートル・チャイコフスキーこそは、ブランドゥコーフの出世の大立役者であった。チャイコフスキーはブランドゥコーフの演奏を高く評価しており、1887年の夏に『奇想的小品』からの数ページをブランドゥコーフに送って講評を求めている。ブランドゥコーフは作曲者と相談せずに手を加え、1888年のパリ初演を行なった。出版譜もブランドゥコーフ版によっている。『奇想的小品』はブランドゥコーフに献呈された。
ブランドゥコーフは、セルゲイ・ラフマニノフとも心温まる親交を結んでいた。1892年2月11日、ラフマニノフの最初の門出の演奏会において、ブランドゥコーフは『悲しみの三重奏曲 第2番 ニ短調』（1892年）の上演に加わり、チェロとピアノのための『前奏曲』作品2-1も演奏した。1907年2月25日には、『悲しみの三重奏曲 第2番』の改訂版の上演にも加わっている。

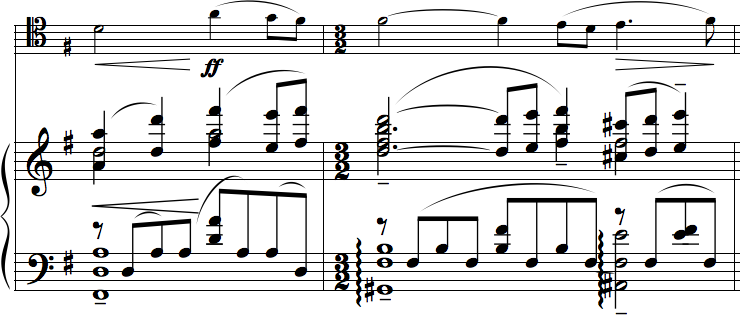
ラフマニノフから献呈された『チェロ・ソナタ ト短調』作品19より終楽章。

ラフマニノフは、1901年12月15日にモスクワで『チェロ・ソナタ ト短調』作品19を、自らの伴奏のもとブランドゥコーフに初演してもらい、作品をブランドゥコーフに献呈した。
ブランドゥコーフは1902年5月12日に、ラフマニノフの挙式で新郎付き添い役をつとめている。